# Ludwig Leist

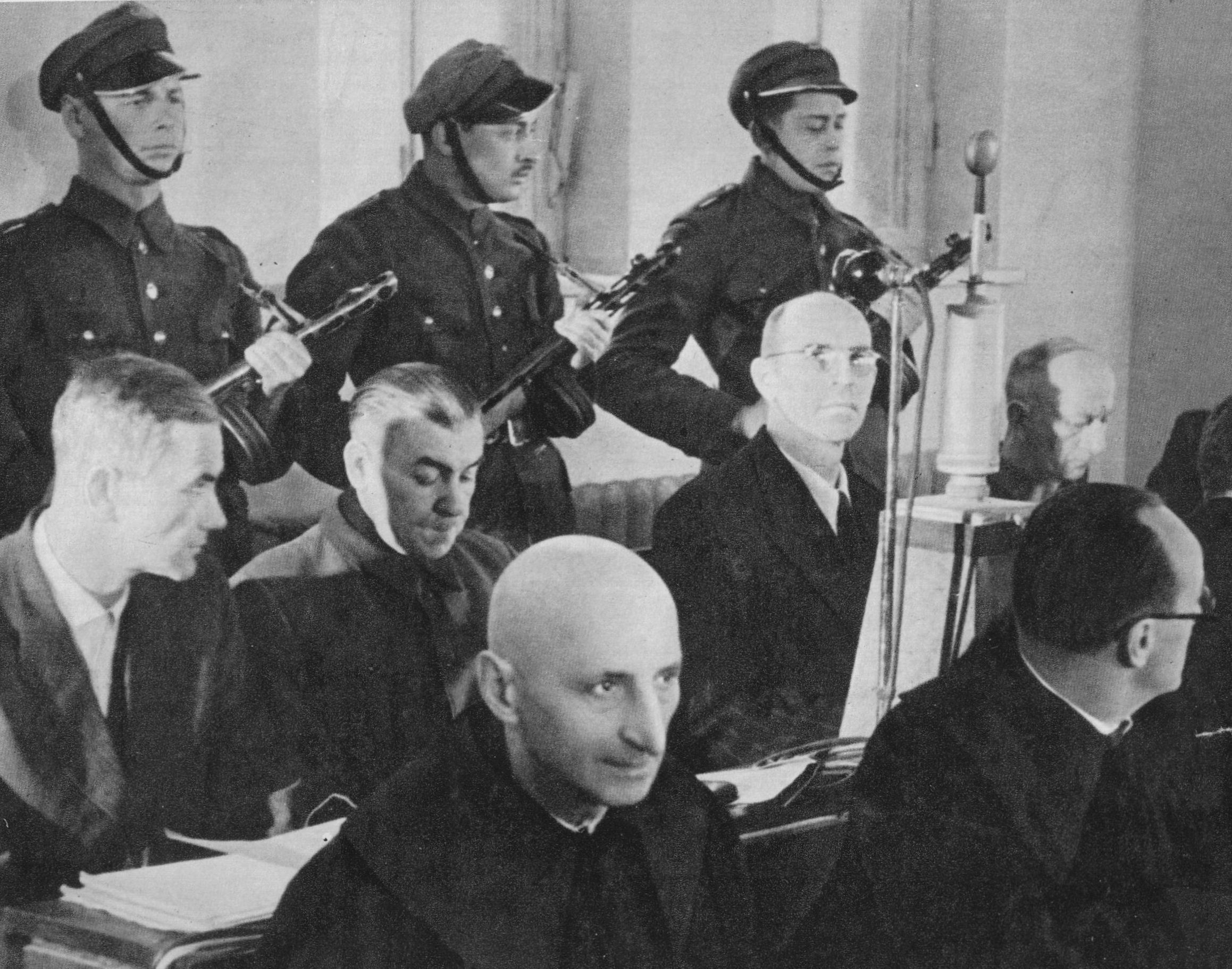
Ludwig Leist (andra raden, andra från vänster) inför rätta i Warszawa, 1947.

Ludwig Leist, född 14 mars 1891 i Kaiserslautern, död 1967 i Murnau i Västtyskland, var en tysk nazistisk politiker och SA-general. Under andra världskriget var han stadskommendant för Warszawa i det av Tyskland ockuperade polska territoriet – Generalguvernementet.
Efter andra världskriget utlämnades Leist till Polen där han tillsammans med Ludwig Fischer, Josef Meisinger och Max Daume ställdes inför rätta i Warszawa. Rättegången varade från den 17 december 1946 till den 24 februari 1947 och Leist dömdes till åtta års fängelse, medan de tre övriga erhöll dödsstraff. I januari 1954 frisläpptes Leist och återvände till Västtyskland, där han avled år 1967.